# Димитріос Інглезі
Димитрі́ос Інглезі́ (грец. Δημήτριος Ιγγλέσης, русифіковане — Дмитро́ Спиридо́нович Інглезі́ (рос. Дмитрий Спиридонович Инглези), відомий також, як Анто́ній Гле́зі; нар. 1770, о. Кефалонія, Іонічні острови, Османська імперія — пом. 30 квітня (12 травня) 1846, Одеса, Херсонська губернія, Російська імперія) — мореплавець і купець Російської імперії грецького аристократичного походження. Брав участь у російсько-турецькій війні 1787—1792 років, а після відставки з флоту у звані капітана переїхав до одного з причорноморських міст — Одеси. Там він прославився, як меценат і купець 1-ї гільдії, був членом Одеського комерційного суду, а також міським головою у 1818—1821 роках.
Кавалер Великого хреста ордену Спасителя, кавалер Імператорського ордену Святого Рівноапостольного князя Володимира 4-го ступеня.

## Життєпис

### Перші роки
Димитріос Інглезі народився близько 1770 року на острові Кефалонія. На батьківщині Димитріоса його родина була вельми шанованою, так, у формулярі від 1837 року значиться, що вони аристократи. Однак, згідно із сімейною легендою, родина Інглезі була англійського походження, а, переїхавши на Кефалонію, елінізувалася. Також є відомості про те, що перший предок роду Інглезі приїхав на Іонічні острови у 1429 році.

### Російсько-турецька війна (1787—1792)
Під час російсько-турецької війни (1787—1792), грецький юнак, як і багато інших греків, що бажали незалежності своїй країні, у 1787 році пішов волонтерам у російську гребну флотилію, що входила до складу Російського імператорського флоту. Війну грецький мореплавець провів у Чорному морі, взявши участь у чотирьох компаніях. У той же час він брав участь у боях у 1788—1792 роках і в останньому році вийшов у відставку у чині капітан.
В Одесі також відома історія про, такого собі, мічмана Антонія Глезі. Про нього згадував у своїх рапортах Григорій Потьомкін. У рапорті князя він писав про успішне розвідувальному плаванні грецького військового судна «Панагія де Дусено» під командуванням шкіпера Глезі. Вийшовши з Севастополя, Глезі не тільки розвідав ворожий берег, а й захопив під Хаджибеєм. Під час війни місто було захоплене російськими військами та чорноморськими козаками, після чого за умовами Ясського мирного договору було включене до Російської імперії, де згодом перейменоване на «Одесу» велике вороже судно. Біля Очакова корабель Глезі зазнав обстрілу і нападу турецьких кораблів, але добрався до Севастополя. Потьомкін просив корсару Антонію привласнити йому чин мічмана. Однак, сам же це звання і привласнив. А потім ще за заслуги просив імператрицю, Катерина II нагородили Глезі володимирським хрестом. 29 квітня (10 травня) 1788 року мічман, курсуючи біля Румелійського узбережжя, захопив два турецьких судна. Одне судно з бакалійними товарами призвів до Севастополя, а друге потопив. Незабаром прохання Потьомкіна було задоволено, і мічман Глез був нагороджений Імператорським орденом Святого Рівноапостольного князя Володимира. У жовтні 1788 року Глезі у чині капітана у розвідці гирла Дністра та Дунаю, а також у пошуках загубленого корабля «Корсар». Звідки він взявся і яка його подальша доля — невідомо.
Деякі одеські краєзнавці ототожнюють Антонія Глезі з Димитріосом Інглезі, зважаючи на схожість прізвищ і можливу помилку у документах. Щодо розбіжності імен, деякі краєзнавці вбачають у цьому провину або ж самого Потьомкіна, або ж помилку того, хто доповідав йому. Вважається, що після цього Глезі (або ж Інглезі) залишив військову службу та влаштувався в Одесі.

### Одеса
Після відставки з флоту, моряк переїхав до міста Одеси, що входило тоді до складу Херсонської губернії, Російської імперії і став купцем. На початку 1800-х років Димитріос Інглезі був вже доволі відомим одеським діячем. Так, у 1805 році, градоначальник міста, Арман Емманюель дю Плессі, герцог де Рішельє дав доручення відставному капітану на те, щоб останній найняв купецькі судна для перевезення військ та їжі у Корфу. Це завдання герцога молодий купець виконав, при тому витративши близько 10 тисяч нідерландських гульденів. Згодом Інглезі також активно брав участь у житті міста, був членом місцевого комерційного суду. Також відомо, що купець витратив близько 20 тисяч на побудову церкви при міському шпиталі. А у 1812 році, під час епідемії чуми у місті він був комісаром у шістьох кварталах Одеси. Тоді ж він на власні кошти закуповував їжу і на власних судах доставляв її до Одеси та роздавав жителям. Зокрема, й за ці заслуги Димитріоса Інглезі не тільки було обрано міським головою у 1818 році, а ще й нагороджено Імператорським орденом Святого Рівноапостольного князя Володимира 4-го ступеня.
У 1820-х роках Інглезі вже мав великий експортний будинок у місті. На посаді міського голови грек пробув усього три роки з 1818 до 1821 року. Однак, і надалі брав участь у житті міста. Так, він брав участь у комісії, яка займалась забезпеченням у місті торгового режиму «порто-франко», який діяв в Одесі сорок років. Окрім того, він також відповідав за закупівлі хлібу, як і у 1812 році, у період нової епідемії чуми 1829 року, епідемії холери 1830 року, а також голоду 1833 року. У 1836 році обіг цього підприємства становив близько 1-2 мільйонів рублів. У 1844 році деякі греки Одеси, зокрема, Іоанн Амвросіу, Александр Маврос, Александр Кумбарі, Димитріос Інглезі, Григоріос Маразлі-старший та Спиридон Біязі-Мавро були нагороджені найвищою грецькою нагородою — Великим хрестом ордену Спасителя.
Останні роки Димитріос Інглезі прожив в Одесі, де й помер 30 квітня (12 травня) 1846 у віці 75 років (за іншими даними 1 травня (13 травня) 1846 року).
Був похований на Першому Християнському цвинтарі. 1937 року комуністичною владою цвинтар було зруйновано. На його місці був відкритий «Парк Ілліча» з розважальними атракціонами, а частина була передана місцевому зоопарку. Нині достеменно відомо лише про деякі перепоховання зі Старого цвинтаря, а дані про перепоховання Інглезі відсутні.

## Нагороди та почесні звання
- Орден Святого Володимира 4-го ступеня (Російська імперія)[1]
- Орден Спасителя Великий хрест (1944, Греція)[5]

## Родина та особисте життя
Як і інший міський голова, Іван Амвросій, Димитріос Інглезі володів доволі великим будинком на тодішньому Грецькому базарі Одеси, зверненим і до Красного провулку, поблизу вулиці Поліцейської (нині вулиця Ніни Строкатої). Його дружина, Катерина Зоєвна, була членом Одеського жіночого товариства піклування про бідних, очолюваного графинею Єлизаветою Воронцовою. У метричних книгах значаться діти подружжя Інглезі: Спиридон (нар. 1816), Анна (нар. 1819), Дмитро (нар. 1820), Іоанн (нар. 1831), Арістід (нар. 1834). Був ще син, Микола, досить відома в подальшому фігура в одеському суспільстві, який помер на початку 1874 року. Згодом, дочка Димитріоса, Анна, вийшла заміж за одного з одеських негоціантів, І. Мавро.
Димитріос Інглезі був шляхетного походження і його рід, відповідно мав свій особистий герб. Однак, відомий одеський історик, Олексій Маркевич, під час дослідження біографії Інглезі знайшов два герби.
|                     | …въ желтомъ полҍ съ лҍвой стороны солнце съ человҍческимъ лицомъ, а подъ нимъ что-то въ родҍ трехъ звҍздъ; съ правой стороны рука съ обращеннымъ вверхъ мечемъ. Надъ гербомъ корона, а внизу герба бҍлый крастъ въ красномъ ободкҍ… …второй гербъ нҍсколько отличенный отъ перваго: рука съ мечомъ посрединҍ, справа корона, звҍзды совершенно внизу. Ни короны сверху, ни бҍлаго креста снизу нҍтъ… |
| — Олексій Маркевич, | |

## Вшанування пам'яті
19 травня 2016 року відповідно до Закону України «Про засудження комуністичного та націонал-соціалістичного (нацистського) тоталітарних режимів в Україні та заборону пропаганди їхньої символіки», та згідно розпорядження № 298/А-2016 від 19 травня 2016 Одеської обласної державної адміністрації, вулиця 25-ї Чапаєвської дивізії Одеси була перейменована на честь Димитріоса Інглезі.